# Карпов, Ричард Александрович
Ричард Александрович Карпов (8 августа 1931, Москва — 2 апреля 2012, Киев) — мастер спорта СССР по боксу (1954), чемпион СССР, первый в истории советского спорта боксёр из Украины, победивший на международном турнире. Первый украинский боксёр-олимпиец (Олимпийские Игры 1956 в Мельбурне). Семикратный чемпион Украины.

## Спортивные результаты
- Чемпионат СССР по боксу 1954 года — ;
- Бокс на летней Спартакиаде народов СССР 1956 года — ;